# Tadeusz Gajl
 (juin 2023).
Tadeusz Gajl (né en 1940 à Vilnius en Lituanie) est un artiste et graphiste polonais d'origine lituanienne, notable pour ses illustrations contemporaines des armoiries portées par la noblesse historique (szlachta) de Pologne.
Diplômé de l'Académie des beaux-arts de Łódź en 1966, il travaille comme spécialiste du design pour l'industrie textile à Walim (1965-1966) et à Białystok (1966-1974). Entre 1975 et la loi martiale en Pologne de 1981, il travaille comme responsable graphique du mensuel Kontrasty, puis en tant que rédacteur en chef et graphiste de l'hebdomadaire Plus (1989-1990). En 1990, il a également été l'un des cofondateurs de Tygodnik Białostocki, un hebdomadaire local basé à Białystok. Il est également l'auteur de la finition graphique et artistique de nombreux livres de diverses maisons d'édition polonaises.
Depuis 1983, Gajl s'intéresse à l'héraldique polonaise. Pour deux de ses livres détaillant les armoiries de la noblesse dans l'ancien République des Deux Nations, il a préparé plus de 4500 illustrations. Il est également l'auteur d'emblèmes modernes adoptés, entre autres, par la ville de Białystok et le voïvodie de Podlachie.